# Glavica (Velika Kladuša)
Glavica falu Bosznia-Hercegovinában, a Bosznia-hercegovinai Föderáció Una-Szanai kantonjában. Közigazgatásilag Velika Kladušához tartozik.

## Fekvése
Bosznia-Hercegovina északnyugati részén, Bihácstól légvonalban 35, közúton 54 km-re északra, Velika Kladušától légvonalban 5, közúton 8 km-re dél-délkeletre, az azonos nevű hegy északi oldalán, a Vidovska-patak völgyében, a Bihácsról Velika Kladušára menő út mentén fekszik. 

## Népessége
| Nemzetiségi csoport | Népesség 1991 | Népesség 2013 |
| ------------------- | ------------- | ------------- |
| Szerb               | 2             | 0             |
| Bosnyák             | 1237          | 761           |
| Horvát              | 0             | 4             |
| Jugoszláv           | 1             | 0             |
| Egyéb               | 26            | 220           |
| Összesen            | 1266          | 985           |

## Nevezetességei
A falu kis méretű, minaret nélküli dzsámija a falu közepén, a főutcában található.